# Ctenitis alteroblumei
Ctenitis alteroblumei är en träjonväxtart som beskrevs av Holtt. Ctenitis alteroblumei ingår i släktet Ctenitis och familjen Dryopteridaceae. Inga underarter finns listade.